# Marlin Model 1894

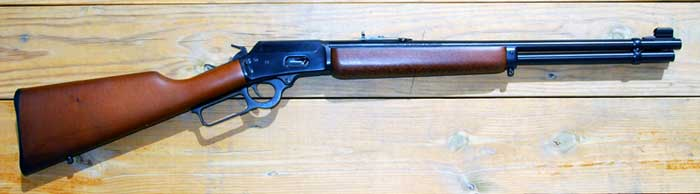
Um Model 1894 .44 Magnum com cano de 20".

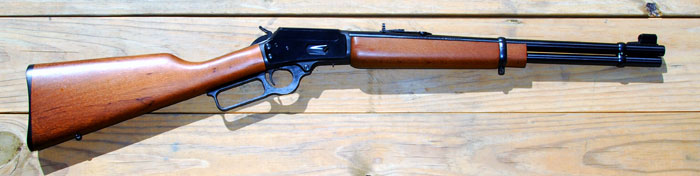
Um Model 1894C .357 Magnum com cano de ".

O Marlin Model 1894 é um rifle de repetição  por ação de alavanca, projetado por Lewis Lobdell Hepburn, lançado em 1894 pela Marlin Firearms Company de North Haven, Connecticut.
Quando foi lançado, esse modelo vinha com cano de 24 polegadas e suportava uma variedade de calibres de pistolas, como o .25-20, o .32-20, o .38-40, e .44-40. Variantes em outros calibres continuam em produção até hoje.

## Histórico
O Marlin Model 1894 foi patenteado originalmente em 1 de agosto de 1893 por Lewis Lobdell Hepburn. Com esse desenho, a Marlin simplificou e fortaleceu o mecanismo interno de alavanca, continuando com a prática de usar um topo de câmara reto de aço sólido com ejeção lateral. No Model 1894, a Marlin removeu o pino de travamento traseiro que se estendia até o guarda mato e tinha a tendência de "morder" os dedos do atirador durante um ciclo de fogo rápido.
Outras melhorias no desenho incluíam: um gatilho de peça única; um percussor de duas peças para evitar que o rifle disparasse a não ser que a alavanca estivesse completamente fechada ou o pino de travamento não estivesse no lugar; a trava da alavanca do Model 1889 foi eliminada no Model 1894 e substituída por uma trava integrada na própria alavanca. Esse modelo admitia os mesmos calibres e mais o .25-20 e mais tarde o .218 Bee.
O Model 1894 e seus sucessores, tiveram grande aceitação na área do Noroeste Pacífico, que inclui o Canadá e o Alasca, onde a chuva combinada com baixas temperaturas, as vezes causavam congelamento do mecanismo de ejeção no topo. Durante a Corrida do Ouro de Klondike, o desenho de topo sólido do Marlin era o preferido por muitos exploradores enfrentando temperaturas abaixo de zero e animais perigosos, tendo em vista que o seu topo sólido era melhor para manter a chuva congelante, a neve e a sujeira fora do mecanismo de acionamento.
Com a popularização dos calibres "magnum" para revólveres na década de 1960, em 1969, a Marlin produziu um modelo com mecanismo de elevação curto ("short-action") para o cartucho de alta pressão moderno .44 Magnum. A Marlin, fabricou por um curto período, o Model 336 para esse mesmo calibre. No entanto, depois de alguns anos de desenvolvimento, a Marlin reintroduziu o Model 1894.
Nas décadas de 1970 e 1980, a Marlin incluiu em sua linha  o Model 1894C/CS em 1979 para o .357 Magnum, e uma versão para o .41 Magnum em 1984. Em meados da década de 1990, a Marlin trocou o sistema de estriamento dos canos para os calibres .357 e .44, do seu exclusivo "Micro-Groove" de 12 ou mais raias, para o mais comum estilo "Ballard", de 6 raias.

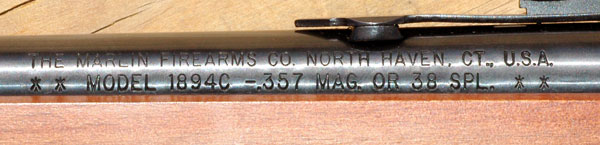
As marcações de um Model 1894C .357 Magnum / .38 Special.

## Variantes
O Model 1894 é produzido em muitas variantes, conforme exibido na tabela de características abaixo.
| Modelo   | Calibre                           | Capacidade   | Cano            | Estriamento           | Relação do estriamento | Comprimento total | Peso   |
| -------- | --------------------------------- | ------------ | --------------- | --------------------- | ---------------------- | ----------------- | ------ |
| 1894S    | .41 Magnum .44 Magnum             | 10 cartuchos | 20 in           | 12 raias Micro-Groove | 1:20 (à direita)       | 37½ in            | 6½ lbs |
| 1894C    | .357 Magnum .38 Special           | 9 cartuchos  | 18½ in          | 6 raias Ballard       | 1:16 (à direita)       | 36 in             | 6 lbs  |
| 1894CP   | .357 Magnum .38 Special           | 8 cartuchos  | 16¼ in          | 6 raias Ballard       | 1:16 (à direita)       | 33¾ in            | 6 lbs  |
| 1894CSS  | .357 Magnum .38 Special           | 9 cartuchos  | 18½ in          | 6 raias Ballard       | 1:16 (à direita)       | 36 in             | 6 lbs  |
| 1894CSBL | .357 Magnum .38 Special           | 8 cartuchos  | 16¼ in          | 6 raias Ballard       | 1:16 (à direita)       | 33¾ in            | 6 lbs  |
| 1894CL   | .32-20 Winchester                 | 6 cartuchos  | 22 in           | 6 raias Ballard       | 1:20 (à direita)       | 39½ in            | 6 lbs  |
| 1894FG   | .41 Magnum                        | 10 cartuchos | 20 in           | 12 raias Micro-Groove | 1:20 (à direita)       | 37½ in            | 6½ lbs |
| 1894     | .44 Magnum .44 Special            | 10 cartuchos | 20 in           | 6 raias Ballard       | 1:38 (à direita)       | 37½ in            | 6½ lbs |
| 1894SS   | .44 Magnum .44 Special            | 10 cartuchos | 20 in           | 6 raias Ballard       | 1:38 (à direita)       | 37½ in            | 6 lbs  |
| 1894P    | .44 Magnum .44 Special            | 9 cartuchos  | 16¼ in          | 6 raias Ballard       | 1:38 (à direita)       | 33¾ in            | 6½ lbs |
| 1894CCL  | .45 Colt .41 Magnum .32-20 .44-40 | 10 cartuchos | 20 in Octogonal | 6 raias Ballard       | 1:38 (à direita)       | 37½ in            | 6½ lbs |
| 1894CB   | .32 H&R Magnum                    | 10 cartuchos | 20 in Octogonal | 6 raias               | 1:16 (à direita)       | 37½ in            | 6½ lbs |